# Dansk Melodi Grand Prix 2014
La quarantaquattresima edizione del Dansk Melodi Grand Prix si è tenuta l'8 marzo 2014 presso l'Arena Fyn di Odense e ha selezionato il rappresentante della Danimarca all'Eurovision Song Contest 2014 di Copenaghen.
Il vincitore è stato Basim con Cliche Love Song.

## Organizzazione
In seguito alla vittoria di Emmelie de Forest all'Eurovision Song Contest 2013 l'emittente danese Danmarks Radio (DR) ha confermato l'intenzione di organizzare l'edizione successiva, che sarebbe stata ospitata dalla B&W-Hallerne di Copenaghen.
Dei partecipanti 6 sono stati selezionati da una giuria apposita tra le 872 proposte, inviate tra il 20 agosto e il 7 ottobre 2013, mentre i 4 rimanenti sono stati invitati direttamente dall'emittente.
Il 25 settembre 2013 è stato annunciato che il Dansk Melodi Grand Prix si sarebbe tenuto presso l'Arena Fyn di Odense, nella Danimarca Meridionale. Il comune aveva ospitato la manifestazione solo nel 1993.

### Giuria
La giuria è stata composta da:
- Jørgen de Mylius, conduttore televisivo e radiofonico;
- Camille Jones, cantautrice e produttrice discografica;
- Søs Fenger, cantautrice;
- Lars Pedersen, DJ e produttore discografico;
- Mich Hedin Hansen, produttore discografico, paroliere e DJ.

## Partecipanti
La lista dei 10 partecipanti in ordine alfabetico, annunciati dall'emittente il 28 gennaio 2014:
| Artista                            | Brano                | Lingua  | Traduzione                    | Compositori                                                                                                 |
| ---------------------------------- | -------------------- | ------- | ----------------------------- | --- |
| Anna David                         | It Hurts             | Inglese | Fa male                       | Anna David, Lasse Lindorff, Kim Nowak-Zorde, Jeremy Huffleman, Marli Harwood, Michael Harwood e Nick Keynes |
| Basim                              | Cliche Love Song     | Inglese | Canzone d'amore cliché        | Lasse Lindorff, Kim Nowak-Zorde, Daniel Fält e Anis Basim Moujahid                                          |
| Bryan Rice                         | I Choose U           | Inglese | Ho scelto te                  | Bryan Rice, Lars Halvor Jensen, Johannes Jørgensen e Shanna Crooks                                          |
| Danni Elmo                         | She's the One        | Inglese | Lei è l'unica                 | Engelina Andrina Larsen, Alexander Brown, Søren Vestergaard e Marcus Linnet                                 |
| Emilie Moldow                      | Vi finder hjem       | Danese  | Troveremo casa                | Engelina Andrina Larsen, Ole Brodersen, Kasper Larsen e Anis Basim Moujahid                                 |
| Glamboy P                          | Right By Your Side   | Inglese | Proprio al tuo fianco         | Mathias Kallenberger, Andreas Berlin e Jasmine Anderson                                                     |
| Michael Rune feat. Natascha Bessez | Wanna Be Loved       | Inglese | Voglio essere amato           | Lars Halvor Jensen, Martin Larsson, Luke Madden e Lemar Obika                                               |
| Nadia Malm                         | Before You Forget Me | Inglese | Prima che ti dimentichi di me | Nadia Malm Hansen                                                                                           |
| Rebekka Thornbech                  | Your Lies            | Inglese | Tue bugie                     | Danne Attlerud, Gustav Eurén e Niclas Arn                                                                   |
| SONNY                              | Feeling the You      | Inglese | Sentendo te                   | Sonny Fredie Pedersen, Frederik Tao Nordsøe Schjoldan e Thomas Lumpkins                                     |

## Finale
La finale si è tenuta alle 20:00 (UTC+1) dell'8 marzo 2014 presso l'Arena Fyn di Odense e ha visto competere i 10 artisti partecipanti. È stata presentata da Louise Wolff e Jacob Riising.
Si sono esibiti come ospiti: Emmelie de Forest, Birthe Kjær, gli Hot Eyes e i Rollo & King.
La serata è stata trasmessa su DR1 e online sul sito ufficiale dell'emittente.
| #  | Artista                            | Brano                |
| -- | ---------------------------------- | -------------------- |
| 1  | Bryan Rice                         | I Choose U           |
| 2  | Rebekka Thornbech                  | Your Lies            |
| 3  | SONNY                              | Feeling the You      |
| 4  | Danni Elmo                         | She's the One        |
| 5  | Emilie Moldow                      | Vi finder hjem       |
| 6  | Glamboy P                          | Right By Your Side   |
| 7  | Nadia Malm                         | Before You Forget Me |
| 8  | Basim                              | Cliche Love Song     |
| 9  | Anna David                         | It Hurts             |
| 10 | Michael Rune feat. Natascha Bessez | Wanna Be Loved       |

### Superfinale
| # | Artista                            | Brano            | Punteggio | Punteggio | Punteggio | Posizione |
| # | Artista                            | Brano            | Giuria    | SMS       | Totale    | Posizione |
| - | ---------------------------------- | ---------------- | --------- | --------- | --------- | --------- |
| 1 | Rebekka Thornbech                  | Your Lies        | 8         | 7         | 15        | 3         |
| 2 | Basim                              | Cliche Love Song | 15        | 15        | 30        | 1         |
| 3 | Michael Rune feat. Natascha Bessez | Wanna Be Loved   | 7         | 8         | 15        | 2         |